# Ctenopoma maculatum
Ctenopoma maculatum är en fiskart som beskrevs av Thominot, 1886. Ctenopoma maculatum ingår i släktet Ctenopoma och familjen Anabantidae. IUCN kategoriserar arten globalt som livskraftig. Inga underarter finns listade i Catalogue of Life.